# نورك
نورك هي جزيرة مدية في بحر وادن على ساحل بحر الشمال في ألمانيا. تقع نورك في شمال غرب كوكسهافن بين مصب نهر فيزر وإلبه. تبعد نورك مسافة 120 عن وسط هامبروغ. تسمى الجزيرة باللغة الإنجليزية بمسميين آخرين وهما نيوارك ونيوويك.